# شرح نهج البلاغة (ابن أبي الحديد)
شرح نهج البلاغة من الكتب الإسلامية للعالم ابن أبي الحديد المعتزلي. يقوم الكتاب على شرح كتاب نهج البلاغة من خطب الإمام علي بن أبي طالب التي جمعها الشريف الرضي.